# Alejo Vidal-Quadras Veiga
PINTOR E RETRATISTA
O pintor Alejo Vidal-Quadras Veiga nasce em 12 de abril de 1919, numa renomada família de Barcelona. Desde pequeno recebe uma educação estrita e na escola é notado por seus talentos artísticos: durante as aulas desenha caricaturas de seus professores. Sob os conselhos de sua mãe, aos 12 anos frequenta o atelier de pintura de José Maria Vidal-Quadras www.josemariavidalquadras.com, retratista das grandes famílias catalãs. Alejo logo se destaca do grupo, seu progresso espetacular denota a marca de um verdadeiro artista.
Em 1949 realiza sua primeira exposição em Paris, onde apresenta uma diversidade de trabalhos: retratos, naturezas-mortas, cidades e paisagens mediterrâneos. Ele é aclamado pela crítica.
No entanto, Alejo Vidal-Quadras é conhecido internacionalmente como o retratista das celebridades. Frente ao seu cavalete posam membros de famílias reais tais como a condessa de Paris e seus filhos, o príncipe Joao Carlos da Espanha, o rei Umberto da Itália e seus filhos, a princesa Sophie da Grécia, o rei e a rainha da Jordânia, os príncipes da Iugoslávia, a arquiduquesa Helena da Áustria, a duquesa de Windsor, a princesa Grace e o príncipe Rainier de Mônaco e seus filhos, a família Grã Ducal do Luxemburgo. Ele retrata igualmente artistas e personalidades como Anouk Aimée, Audrey Hepburn, Sir Arthur Rubinstein, Maria Callas, Marilyn Monroe, Yul Brynner, Giovanni Agnelli, Amalia Lacroze e Alfredo Fortabat http://www.coleccionfortabat.org.ar/index.php, Gloria Guinness, Hans Heinrich Thyssen-Bornemisza e a família Onassis.
Em 1956, sua reputação se consolida quando a condessa de Paris, em comemoração de seus vinte cinco anos de casamento com o conde de Paris, lhe encomenda doze retratos – o dela e os de cada filho. O artigo publicado por Marie-Charlotte Pedrazzini na revista Paris-Match a esse respeito é fundamental para detonar a carreira internacional de Alejo Vidal-Quadras. Eles se casariam vinte e um anos depois.
A partir de 1960 as prestigiosas galerias Wally Findlay Galleries de Nova Iorque, Paris e Palm Beach, e Frank Partridge de Londres expõem suas obras anualmente.
Impondo um novo estilo, depurado, simplificado, intimista, Alejo Vidal-Quadras capta a alma e os traços de personalidade de seus modelos.
Uma vida inteira dedicada à pintura, da adolescência aos seus últimos dias, Alejo jamais para de pintar.
Dia 23 de janeiro de 1994, ele falece aos 75 anos em Paris.
Fondation Alejo Vidal-Quadras
- www.alejovidalquadras.com